# 張磐
張磐（1519年—？），字鴻漸，號吉齋，大寧前衛軍籍，順天府薊州平谷縣人，明朝政治人物。

## 生平
嘉靖四十三年（1564年）甲子科順天鄉試第一百五名舉人，四十四年（1565年）中式乙丑科會試第二百八十六名，三甲第二百五十四名進士。工部觀政，四十五年（1566年）四月授靖江縣知縣，十一月調丹徒縣知縣，隆慶三年（1569年）四月行取，閏六月升戶部主事，五年（1571年）十一月養病。

## 家族
曾祖張海；祖父張永；父張舉。前母馮氏；邢氏。弟張岩（舉人）。